# ساوت ویلیامسون، کنتاکی
ساوت ویلیامسون (به انگلیسی: South Williamson) یک منطقهٔ مسکونی در ایالات متحده آمریکا است که در کنتاکی واقع شده‌است. ساوت ویلیامسون ۶۰۲ نفر جمعیت دارد.